# NGC 1
NGC 1 je spiralna galaksija brez prečke v ozvezdju Pegaza severno od galaksije NGC 2 in južno od glavne zvezde Andromede, Alferaca. Je prvo telo navedeno v Novem splošnem katalogu (NGC). Pri sestavljanju kataloga za epoho 1860,0 je imela galaksija najmanjšo rektascenzijo, tako da je dobila oznako 1, ker so telesa razvrstili po rektascenziji. Od tedaj so se njene koordinate ekvatorskega koordinatnega sistema zaradi precesije enakonočij spremenile in galaksija nima več najmanjše rektascenzije.
Njen navidezni sij je 13,7m. Od Sonca je oddaljena približno 58,3 milijonov parsekov, oziroma 190,15 milijonov svetlobnih let.
Galaksijo je odkril Heinrich Louis d'Arrest 30. septembra 1861.